# Toyota Passo
O Toyota Passo (é chamado em alguns países como Daihatsu Boon) é um automóvel subcompacto fabricado pela Toyota/Daihatsu, que possui versões equipadas com transmissão continuamente variável (Câmbio CVT).